# I Massimi della Fantascienza
I Massimi della Fantascienza è una collana editoriale della casa editrice Mondadori che ha pubblicato dal 1983 al 2000 42 volumi dedicati a singoli autori della letteratura fantascientifica, nei quali sono state raccolte le loro opere più significative.
Ad alcuni autori è stato dedicato più di un volume, al solo Isaac Asimov cinque.
Dal 2004 al 2007 la Mondadori ha pubblicato la collana Collezione Massimi di Fantascienza che ne doveva costituire il seguito, composta in realtà solo di quattro opere fantasy (senza periodicità né numero progressivo).

## Volumi pubblicati
1. Isaac Asimov, Ciclo della Fondazione. La quadrilogia completa (1953-1983) (1983)
2. Ray Bradbury, Cronache Marziane, Fahrenheit 451 e 20 Racconti (1983)
3. Arthur C. Clarke, Le guide del tramonto - Polvere di Luna - Incontro con Rama (1983)
4. Clifford D. Simak, Anni senza fine - Oltre l'invisibile - Camminavano come noi (1984)
5. John Wyndham, Il giorno dei trifidi - Il risveglio dell'abisso - I figli dell'invasione - Chocky (1984)
6. Robert A. Heinlein, Universo - Fanteria dello spazio - La Luna è una severa maestra (1984)
7. Robert Sheckley, Anonima aldilà - Gli orrori di Omega - I testimoni di Joenes - Scambio mentale (1985)
8. Alfred Bester, L'uomo disintegrato - Tutti i racconti (1950-1980) (1985)
9. Isaac Asimov, Tutti i miei robot (1985)
10. Philip K. Dick, Il disco di fiamma - L'occhio nel cielo - La città sostituita - Vulcano 3 (1986)
11. James Ballard, Il vento dal nulla - Deserto d'acqua - Terra bruciata - Foresta di cristallo (1986)
12. Alfred Elton van Vogt, Slan - L'impero dell'atomo - Lo stregone di Linn (1986)
13. Arthur C. Clarke, Ombre sulla Luna - La città e le stelle - Terra Imperiale (1987)
14. Eric Frank Russell, Le sentinelle del cielo - Wade Harper, investigatore - Imponderabile più X - Missione su Jaimec (1987)
15. Fritz Leiber, Il verde millennio - Novilunio - I tre tempi del destino (1987)
16. Jack Vance, Ciclo di Tschai. La quadrilogia completa (1988)
17. Walter Jr. Miller, Un cantico per Leibowitz - Benedizione oscura - Umani a condizione - Il mattatore (1988)
18. Roger Zelazny, Signore dei sogni - La pista dell'orrore - Metamorfosi cosmica - Morire a Italbar  (1988)
19. Fredric Brown, Assurdo universo - Progetto Giove - Il vagabondo dello spazio - Gli strani suicidi di Bartlesville (1989)
20. Robert Silverberg, Quellen, guarda il passato! - La città-labirinto - L'uomo stocastico (1989)
21. Isaac Asimov, Abissi d'acciaio - Il sole nudo - I robot dell'alba - I robot e l'Impero (1989)
22. Stanisław Lem, Pianeta Eden - I viaggi del pilota Pirx (1989)
23. Theodore Sturgeon, Cristalli sognanti - Nascita del superuomo - I figli di Medusa - Venere più X (1990)
24. Isaac Asimov, Le correnti dello spazio - Il tiranno dei mondi - Paria dei cieli (1990)
25. Fredric Brown, Tutti i racconti (1941-1949) (1991)
26. Richard Matheson, I vampiri - Tre millimetri al giorno - Io sono Helen Driscoll - Regola per sopravvivere (1991)
27. Henry Kuttner, Furia - Il twonky, il tempo e la follia - Operazione Apocalisse (1991)
28. Fredric Brown, Tutti i racconti (1950-1972) (1992)
29. Philip José Farmer, Gli anni del precursore - L'inferno a rovescio - Lord Tyger - Doc Savage: una biografia apocalittica (1992)
30. Jack Williamson, La Legione dello spazio: la trilogia (1992)
31. Poul Anderson, Quoziente 1000 - Le amazzoni - Tau Zero (1992)
32. Isaac Asimov, Fondazione e Terra - Preludio alla Fondazione (1992)
33. Alfred Bester, Tutti i racconti (1939-1942) - La tigre della notte (1993)
34. Robert Silverberg, Ali della notte - Mutazione - Il secondo viaggio (1993)
35. Robert A. Heinlein, I figli di Matusalemme - Il mestiere dell'avvoltoio - Una famiglia marziana - Requiem (1995)
36. Dan Simmons, Hyperion - La caduta di Hyperion (1997)
37. Theodore Sturgeon, Un dio in giardino. Il primo libro dei racconti (1997)
38. Dan Simmons, Il grande amante - Vulcano (1998)
39. Valerio Evangelisti, L'ombra di Eymerich (Nicolas Eymerich, inquisitore - Il corpo e il sangue di Eymerich - Le catene di Eymerich) (1998)
40. Valerio Evangelisti, I sentieri perduti di Eymerich (Il mistero dell'inquisitore Eymerich - Cherudek - Picatrix, la scala per l'inferno (2000)
41. Douglas Adams, Ciclo completo della Guida galattica per gli autostoppisti (2000)
42. Isaac Asimov, Io, robot (2004)

## Collezione Massimi di Fantascienza
- Licia Troisi, Nihal della terra del vento, Cronache del mondo emerso. Vol. 1 (2004)
- Licia Troisi, La missione di Sennar, Cronache del mondo emerso. Vol. 2 (2004)
- Licia Troisi, Il talismano del potere, Cronache del mondo emerso. Vol. 3 (2005)
- Terry Brooks, Il ciclo di Shannara: La spada di Shannara - Le pietre magiche di Shannara - La canzone di Shannara (2007)